# Rein Boomsma
Reinder ("Rein") Boomsma (Schagen, 19 juni 1879 – Neuengamme, 27 mei 1943) was een Nederlands voetballer, kolonel en verzetsstrijder.

## Levensloop
Boomsma begon vroeg met voetballen en werd opgemerkt door Kees van Hasselt. Boomsma maakte zijn debuut voor Sparta in 1895, en zou bij de club blijven tot zijn huwelijk in 1907. Nog geen jaar later, in 1908, werd hij benoemd tot erelid van Sparta Rotterdam.
Boomsma hoorde bij de elf, die de eerste wedstrijd voor het Nederlands Elftal speelden op 30 april 1905, tegen België. Boomsma was officier in het Nederlandse Leger vanaf 1 juli 1898 en klom op tot kolonel; van 1936-39 was hij garnizoenscommandant te Apeldoorn en territoriaal bevelhebber van het district Oost-Nederland. Na de mobilisatie eind 1939 werd hij teruggeroepen in actieve dienst en benoemd tot commandant van de Groep Lek - onderdeel van de Vesting Holland -met hoofdkwartier te Fort Honswijk, waar hij ook tijdens de inval van Duitsland in mei 1940 lag.  
Na de overgave ging hij terug naar Apeldoorn en werd als een van de oprichters commandant van het gewest Veluwe van de Ordedienst (OD), de verzetsorganisatie van het Nederlandse leger (zie Nederlandse verzet). Boomsma werd verraden en tot tweemaal toe gevangengezet in Scheveningen in het 'Oranjehotel'. Na een verblijf in het concentratiekamp Kamp Vught stierf hij op 63-jarige leeftijd in het concentratiekamp Neuengamme aan een hartaanval tijdens dwangarbeid.

## Onderscheiding
- Officier in de Orde van Oranje-Nassau
- Ridder 1e klas in de Orde van het Zwaard van Zweden